# Ōtsuki, Yamanashi
Ōtsuki (大月市 Ōtsuki-shi) là một thành phố thuộc tỉnh Yamanashi, Nhật Bản.